# Спомен-парк Бубањ
Спомен-парк Бубањ представља спомен-комплекс, саграђен у сећање на стрељане грађане Ниша и јужне Србије у Другом светском рату и налази се југозападно од Ниша, у нишкој општини Палилула. Спомен-парк Бубањ је као аутентично место масовног фашистичког терора, стављен под заштиту државе у мају 1973 године. Док је априла 1979. године одлуком Скупштине Србије спомен-парк Бубањ проглашен културним добром од изузетног значаја.

## Изглед споменика
Стратиште је првобитно обележено спомен-пирамидом 1950. године, док је нови монументални споменик, дело вајара Ивана Саболића и он je откривен 1963. године. Цео комплекс је парковски уређен, са меморијалном стазом која је дуга око пола километра, и рељефом у мермеру димензија 23x2,5 m састављеног од пет композиција које симболизују „машину за убијање“, вешање и стрељање, бунт народа, капитулацију освајача и победу, и трима бетонским обелисцима који симболизују уздигнуте руке са стиснутим песницама. У оквиру спомен-парка Бубањ се налази и капела која је накнадно додата 2004. године, она је саграђена од стакла и метала, рад архитекте Александара Буђевца.
Свака од три песнице је различите величине и оне представљају симбол мушке, женске и дечје руке које пркосе непријатељу због тога што су стрељане и читаве породице.
У близини се налази и летња позорница.

## Историја
Немачки фашисти су га претворили у стратиште на које су камионима даноноћно доводили из логора Србе, Роме и Јевреје и ту их стрељали. Од фебруара 1942. до септембра 1944. године убијено је око 10.000 логораша и затвореника Специјалне полиције и казненог завода. У овој фабрици смрти стрељане су група за групом родољуба са југа Србије. Читав терен Бубња испресецан је рововима у којима су закопаване стрељане жртве. Пред повлачење Немаца су заробљени Италијани откопавали ровове и палили лешеве, како би се уништио сваки траг учињеног зверства.
Године 1945. почиње обележавање места стрељаних жртава, постављањем „крипта“. Прво спомен-обележје је свечано откривено 7. јула 1950. године, то је била скромена камена пирамида. Конкурс за изградњу споменика се расписује 1953. године. Пријављено је двадесет радова. Те године прва и друга награда нису додељене, већ се додељују две треће и два рада се откупљују. У јулу 1959. године, на другом званичном конкурсу, за изградњу споменика на Бубњу, издвојена су два, од десет приспелих радова. То су радови архитекте Михајла Митровића из Београда и вајара Ивана Саболића из Загреба. Одлуком жирија, на крају је прихваћен рад вајара Ивана Саболића, и у јулу 1960. се закључује уговор о изградњи споменика.
Споменик на Бубању је свечано откривен на дан ослобођења Ниша 14. октобра 1963. године. Споменик је подигнут у средишњем делу Бубањ парка. До споменика води стаза и он се састоји од два дела: Хоризонталног фриза, изграђеног од белог мермера, са утиснутим сценама које приказују страдање окупираног народа, и коначну победу на страним окупатором. Ту су такође и три вертикалне песнице, песница мушкарца, жене и детета, као симбола палих жртава. Стилизовани геометријски облици који су сведени на симболе, складно се допуњују, давајући целокупној композицији уметнички печат. На фризу се налазе, урезани стихови нишког песника Ивана Вучковића, који гласе: „Из крви комуниста и родољуба ницале су песнице бунта и опомене, песнице револуције, песнице слободе. Стрељали су нас али нас никада нису убили, никада покорили. Ми смо згазили мрак и сунцу ослободили пут“.
Стратиште је 1950. првобитно обележено спомен-пирамидом, а нови, монументални споменик, „Три песнице“ рад хрватског вајара Ивана Саболића, откривен је 14. октобра 1963. године.
Од 1979. године овај спомен-комплекс проглашен је културним добром од изузетног значаја.
Од 2004. године у оквиру комплекса је и капела саграђена од стакла и метала, рад архитекте Александра Буђевца.

## Природно богатство парка
Парк Бубањ је једна од зеленилом најбогатијих парковских површина у Нишу, па је самим тим и станиште за велики број животиња.
Једино је фауна птица овог парка детаљније обрађивана у току 2016. године. У парку је забележено 37 врста птица, што је уједно и највећи број птица забележен у неком нишком парку. Најзанимљивији представници фауне птица су: велики детлић (Dendrocopos major), креја (Garrulus glandarius), дрозд певач (Turdus philomelos) и ћук (Otus scops).